# Noob Saibot
Bi-Han, más conocido como Noob Saibot, y anteriormente como Sub-Zero, es un personaje ficticio de la saga de videojuegos de lucha Mortal Kombat. Guerrero con poderes oscuros y sombras. Noob fue el primer Sub-Zero de Mortal Kombat, pero fue asesinado por Scorpion, para luego ser revivido y creado por Quan Chi. Su nombre es el revés de los apellidos de los creadores de Mortal Kombat, Boon y Tobias.

## Biografía

### Historia
Bi Han, conocido en todos lados por su alias, Sub-Zero, es un asesino de los Lin Kuei, un clan de guerreros ninjas chinos, rival eterno de Scorpion (Hanzo Hasashi). Fue contratado por Quan Chi para robar el amuleto de los elementos de un templo Shaolin. Sin embargo envió a Scorpion a la misma misión por si Sub-Zero fallaba. Esto terminó en un enfrentamiento entre los dos rivales. Después de una terrible lucha, Sub-Zero logró asesinar a Scorpion a sangre fría. Quan Chi, revivió a Scorpion y este asesinó a Bi-Han en el torneo Mortal Kombat. El alma de Bi-Han llegó hasta un grupo llamado «La Hermandad de las Sombras» y es allí donde toma nuevas habilidades y cambia su nombre a «Noob Saibot».

## Mortal Kombat
Aparece como Sub-Zero. Scorpion al morir a manos de Sub Zero, es capaz de con su odio regresar a cobrar venganza y entra al torneo, es aquí donde logra matar a Sub-Zero.

### Mortal Kombat II

#### Biografía
Después de ser asesinado por Scorpion, el alma de Sub-Zero va a parar al Netherrealm, por su maldad en vida y por quedar contaminado de esencia demoniaca cuando visitó este reino por primera vez cuando derrotó a Shinnok. Allí fue acogido por la hermandad de las sombras dado su potencial. La hermandad lo transformó en un guerrero carente de piedad y fue rebautizado como Noob Saibot quien ingresa a este torneo como ninja oculto. desde entonces la hermandad lo envía a los lugares donde se celebran los torneos y acontecimientos importantes.

## Ultimate Mortal Kombat 3
Nuevamente aparece en el torneo, en este momento es el cruce de los dos hermanos del clan como personajes para elegir, en donde solo el hermano menor llamado de la misma manera pero de alter ego (Kuai Liang) tiene códigos y honor, mientras que Noob Saibot también elegible y Bi Han son del bando enemigo.
Tras derrotar a Blaze, Noob se vio en un sitio totalmente diferente a la pirámide de Argus, era un lugar sombrío, de repente un guerrero fue surgiendo de la nada. Su figura se hizo cada vez más clara hasta mostrar que era Sub-Zero, el guerrero que Noob una vez fue. Se batieron en combate, pero era un enfrentamiento demasiado igualado. Llegados a un punto, los dos lanzaron un ataque que impactó a la vez y se fusionaron. El guerrero que surgió no era ni Noob Saibot ni Sub-Zero, era un ninja totalmente nuevo.

## Curiosidades
- El nombre Noob Saibot es la inversa de los apellidos de los creadores de la saga: Ed Boon y John Tobias, pero después de la salida de Tobias y parte del MK Team de Midway en 1999, Noob Saibot pasa a llamarse Noob, aunque en juegos posteriores (MK Deception y MK9) hay secciones en que aún se lo llama con el nombre completo.
- En MK2, MK3 y MK4 aparece siempre como personaje oculto. en MK3 sin embargo se utilizaron los Sprites de Kano completamente oscuros sin movimientos especiales.

## Apariciones

### Mortal Kombat
En este juego, Noob Saibot es Sub-Zero

#### Biografía
El nombre real es bi-han. pertenece al grupo Lin Kuei, un legendario clan de ninjas japoneses. Como su nombre lo indica, él ha dominado el elemento del frío. Su ráfaga de hielo deja a su oponente a su merced, una peligrosa situación, de la cual Sub-Zero no tiene ninguna piedad.

#### Movimientos Especiales
- Ráfaga de Hielo: Cruce de manos por el cual lanza un pulso celestino de poder, el cual al tocar al oponente lo convierte en una pieza de hielo deteniéndolo.
- Barrida de Fuerza: Compacta su cuerpo, adelantando su pierna y retrocendiendo sus brazos, se impulsa y al chocar con el oponente lo derriba.

#### Fatality
- Arrebato de Espina Dorsal: En cercanía al oponente, alza su mano y atravesando el cuerpo por el pecho ve el flujo de sangre y con su mano arranca la cabeza con su espina dorsal, al final la levanta en mano.

#### Fínal
Después de recibir el título de Campeón Supremo, Sub-Zero regresa a las sombras de las que provino. Su única meta era asesinar a Shang Tsung. Le fue pagada una buena suma de dinero por uno de los ricos enemigos de Tsung. Con su misión cumplida, Sub-Zero toma su recompensa y se retira de su peligrosa profesión.

### Mortal Kombat II

#### Personaje oculto
Personaje que usa los caracteres ninjas, es oscurecido, pues no posee forma, sus movimientos se basan en los de Sub-Zero.
En su bio, es un enviado de la Hermandad de las Sombras que solo observa las luchas y reporta información a sus líderes

#### Movimientos Especiales
- Arpón: Alza su brazo y de allí expulsa un arpón que en la punta tiene el aguijón de un escorpión, el cual atraviesa al oponente y lo atrae hacía él.
- Movimiento veloz: Se mueve más rápido de lo normal, esto lo hace casi impredecible y peligroso.

#### Habilitación
- 1P vs 2P: Debes ganar 50 asaltos consecutivos, de resultado obtendrás un combate contra Noob Saibot.
- Cuadro de selección de personaje: Presiona la combinación Izquierda, arriba, abajo, abajo, derecha y el botón Select. Pelea contra Noob Saibot.

### Mortal Kombat 3

#### Personaje oculto
Carácter que el usa el de Kano, una figura oscura y sin ningún movimiento especial en la versión de Sega Saturn.

#### Habilitación
- 1P vs 2P: Introducir en la pantalla de versus el código correspondiente, 769-342. Pelea contra Noob Saibot.

### Ultimate Mortal Kombat 3/Mortal Kombat Trilogy

#### Biografía
Emergió de la región más oscura de la realidad. Una realidad conocida como Netherrealm. Él pertenece a un grupo llamado la Hermandad de la Sombra, el cual trabaja para un misterioso y antiguo dios caído. Su misión es espiar en los eventos que se están llevando a cabo en la batallas entre reinos y reportar a sus enigmaticos líderes.

#### Movimientos Especiales
- Desarme: Cruce de manos por el cual expulsa una nube grís de extenso contorno, al momento que atrapa al oponente lo recubre por un tiempo imposibilitando que pueda ejecutar cualquier ataque o movimiento especial.
- Teletransportación Superior: Alzando el par de brazos que tiene y levita y sale por encima del campo, del otro extremo regresa descendiendo de su vuelo y pudiéndose parar de nuevo en el campo.
- Lanzamiento de Sombra: Cruce de manos por el cual expulsa una sombra suya la cual atraviesa al oponente y realiza un agarre desde atrás deteniéndolo por un lapso de tiempo.

#### Fatality
Cada uno de los siguientes movimientos se realizan en Mortal Kombat Trilogy.
- Nube Grís: Cruce de manos por el cual expulsa una nube grís de extenso contorno, al momento que atrapa al oponente lo recubre y lo hace levitar y va convirtiendo su cuerpo en solo un cadáver y este termina desplomándose.
- Caída de Impacto: Realiza un lanzamiento especial perteneciente a él, que consiste en elevar al oponente por lo alto y tirarlo, pero ahora no lo suelta sino que siguiendo impactándolo lo hace implosionar en huesos y sangre.
- Friendship: Alzando uno de sus brazos por lo alto hace caer unos pinos de bolos alrededor al oponente, compactando su cuerpo extiende su mano y manda un poder para derribar los pinos, pero uno quedara en pie.
- Babality: Un bebé con la indumentaria ninja, descalzo, porta un pañal y mantiene la máscara.
- Animality: Transformación en un oso hormiguero de colores realistas, el cual acercando a su oponente extiende su pegajosa lengua viperosa, y atrapando su rostro empieza a succionar el cuerpo, luego devolviéndose a otro extremo expulsa lo consumido.
- Brutality: Utilizado desde UMK3. Combo de once golpes por el cual hace implosionar el cuerpo de su oponente en restos y charcos de sangre.

#### Fínal
Al principio como un observador pasivo, Noob Saibot recibiría pronto órdenes para combatir junto al malvado emperador Shao Kahn, los líderes de Saibot en Netherrealm querían que él se uniera a Kahn, para ganar su confianza y poder entrar al Earhtrealm. Cuando Shao Kahn bajaba su guardia, Noob Saibot estaba ordenado a atacar, con ambos, Earhtrealm y el emperador del Outworld derrotados. El antiguo dios caído conocido como Shinnok, pudo tomar ambos reinos y ganó el poder que necesitaba para contraatacar a los dioses que lo enviaron a Netherrealm.

### Mortal Kombat Mythologies: Sub-Zero
En este juego, Noob Saibot es Sub-Zero

#### Características
Es el personaje principal de este juego, es presentado como un letal asesino fiel al clan Lin Kuei, pero a medida que se desarrolla el argumento, se conoce que no mata por afición sino por lealtad a su clan. Entre sus actitudes demuestra que puede dejar a un lado su lealtad si se tratara de salvar a Earhtrealm.

#### Movimientos Especiales
- Ráfaga de Hielo: Cruce de manos por el cual lanza unos trozos de hielo, el cual al tocar al oponente lo convierte en una pieza de hielo deteniéndolo.
- Ráfaga de Hielo Diagonal Superior: Cruce de manos alzadas en ángulo de 45 grados por el cual lanza unos trozos de hielo, el cual al tocar al oponente lo convierte en una pieza de hielo deteniéndolo en el aire.
- Ráfaga de Hielo Diagonal Inferior: Cruce de manos bajadas en ángulo de 45 grados por el cual lanza unos trozos de hielo, el cual al tocar al oponente lo convierte en una pieza de hielo deteniéndolo mientras compacta su cuerpo.
- Ráfaga de Hielo Aérea: Cruce de manos mientras elevas tu cuerpo por el cual lanza unos trozos de hielo, el cual al tocar al oponente lo convierte en una pieza de hielo deteniéndolo.
- Clon de Hielo: Posición por la cual elevando su puño puede crear una estatuilla de hielo de sí mismo en un destello, el oponente tocar aquella estatuilla se convierten en una pieza de hielo.
- Hielo Desgarrador: Cruce de manos por el cual lanza una doble tanda de trozos de hielo, el cual al tocar al oponente lo convierte en una pieza de hielo y junto con una patada o un puño ascendiente se destruyera en varios trozos de hielo.
- Barrida de Fuerza: Compacta su cuerpo, adelantando su pierna y retrocendiendo sus brazos, se impulsa y al chocar con el oponente lo derriba.
- Brisa de Contacto: Una fugaz brisa de hielo emitida al toparse con un oponente. Aquella brisa acaba tomando al oponente y convertirlo en una pieza de hielo la cual se rompe al pasar un tiempo estimado.
- Ráfaga Polar: Una posición del cuerpo por la cual emana una corriente de hielo en un radio de alcance y que convierte en pieza de hielo a todo aquel que permanezca allí.

#### Fatality
- Arrebato de Espina Dorsal: Alza el brazo, en cercanía al oponente, lo toma de la cabeza, se oye un grito pero la pantalla en ese momento se vuelve oscura.

#### Desenlace
Entre las varias escenas en las que participa se puede mencionar:
- El asesinato de Scorpion y de su informe de aquello a Grandmaster y Quan Chi.
- La forma en como consigue el amuleto de Shinnok y su deseo de guardárselo a costas de Quan Chi.
- Su encuentro con Raiden.
- Su encuentro con Old Warrior y de como aquel resulta ser Scorpion.(escena inédita)
- Su reto hacia Quan Chi.
- La forma en que atestigua la supuesta muerte de Sareena y la aparición de Shinnok.
- La entrega del amuleto a Raiden.
- La oferta de Shang Tsung.

### Mortal Kombat 4/Mortal Kombat Gold

#### Biografía
Es uno de los mejores servidores de Shinnok. Espió los acontecimientos sucedidos en el Outworld y durante la invasión de Earthrealm, únicamente para informar a Shinnok y Quan Chi de lo que allí sucedía. Ahora que la batalla está a punto de comenzar, Noob Saibot debe ayudar a sus líderes en la lucha por conseguir el Earhtrealm.

#### Personaje oculto
El personaje de Noob Saibot iba a estar originalmente en el juego como un peleador selecionable, pero con la inclusión de Reiko fue retirado a la sección secreta de la CIA.

#### Movimientos Especiales
- Desarme Bajo: Cruce de manos por el cual expulsa una nube grís de extenso contorno, al momento que atrapa al oponente lo recubre por un tiempo imposibilitando que pueda ejecutar cualquiera de sus movimientos especiales.
- Desarme Alto: Cruce de manos por el cual epulsa en medio de lo alto del escenario una nube gris de extenso contorno, al momento que atrapa al oponente lo suspende en el aire por un corto tiempo imposibilitándolo de cualquier movimiento especial.
- Teletransportación Inferior: Alzando el par de brazos que tiene y levita y sale por encima del campo, del otro extremo regresa descendiendo de su vuelo y pudiéndose parar de nuevo en el campo.
- Teletransportación Superior: Alzando el par de brazos que tiene y mientras se mantiene en el aire sale del campo, del otro extremo regresa ascendiendo de su vuelo y pudiéndose parar de nuevo en el campo.
- Lanzamiento de Sombra: Cruce de manos por el cual expulsa una sombra suya la cual atraviesa al oponente y realiza un agarre desde atrás deteniéndolo por un lapso de tiempo.

#### Arma
- Guadaña de la sombra

#### Fatality
- Desmiembramiento: A poca distancia del oponente, lanza un gancho que arrebata el brazo al oponente, otro gancho arranca la pierna y una última patada lo parte en dos.
- Lanzamiento Múltiple de Shuriken: Desenfundando de ambos brazos sus pares de estrellas ninjas, cuando las lanze caerán sobre el oponente, lo irán acribillando y harán caer sobre el campo desangrándose.

#### Habilitación
- Pelear como Noob Saibot: Debes concluir el juego con el personaje de Reiko, luego marcha al cuadro de selección de personajes, inicia una batalla en modo 1P vs 2P, en la pantalla de versus introduce el código 012-012, terminando el encuentro regresa al cuadro de selección de personajes, allí selecciona el icono invisible al pie de la pantalla conocido como Hidden y presiona la combinación de botones Arriba+Arriba+Izquierda, así iluminaras el recuadro de Reiko, entonces presiona la combinación R1+L1.
- Cuadro de selección de personajes: En Mortal Kombat Gold. Ve por debajo del cuadro y selecciona el recuadro conocido como Hidden, presiona la combinación L+R sin soltarlo avanza sobre el recuadro de Reiko, allí presiona el botón A.

### Mortal Kombat: Tournament Edition

#### Biografía
Las fuerzas aliadas de la princesa Kitana y los Shokan, encabezados por Goro estaban inmersos en kombate con el ejército de Shao Kahn cuando Noob Saibot apareció en escena y atacó por sorpresa al príncipe Goro, que estaba combatiendo. Los dos combatieron salvajemente, pero fue Noob Saibot quien llevaba las de ganar y lo hirió de muerte.

#### Movimientos Especiales
- Blue Fireball
- Spear
- Ataque con arma (1)
- Ataque con arma (2)
- Ataque con arma (3)
- Ataque con arma (4)

#### Fatalities
- Beat Down: A poca distancia del oponente, Noob asesta una serie de patadas al torso y piernas del rival, rematandolo en la cara.
- Fatality con arma: Con su espada atraviesa de lado a lado al rival, finalizando con una patada a la cara.

### Mortal Kombat: Deception/Unchained
Está fue la primera edición en la que pasó de ser Noob Saibot a solo Noob, aunque se desconocen los motivos se cree que fue por la salida de John Tobias del estudio. Noob en esta entrega está unido a Smoke, siendo llamados en conjunto Noob-Smoke.

#### Biografía
Bajo el mandato de Shao Kahn, di caza a los enemigos de su trono. Como miembro de la Hermandad de la Sombra, atendí al mandato de Quan Chi. Sirviendo también a Shinnok, Señor del Netherrealm. Ahora todos mis maestros se han ido; estoy libre después de mucho tiempo para perseguir mi propio destino. Outworld será donde comience mi ascenso al poder. Ahora es el momento de forjar una legión de asesinos leales solo a Noob Saibot.
Encontré a mi primer "aliado" en la fortaleza abandonada de Shao Kahn. En lo profundo del laberinto de cámaras de tortura y celdas de prisión; el ciber-ninja, Smoke yacía inoperativo. Un trofeo de guerra del antiguo Emperador Shao Kahn, Smoke permaneció ahí desde la invasión al Earthrealm.

#### Final
Noob y Smoke regresan al Netherrealm para crear un ejército de demonios cibernéticos usando la nanotecnología del ciborg. Pero estaban siendo perseguidos por alguien familiar. Smoke lo reconoció y lo presentó ante Noob, se trataba de Kuai Liang, hermano menor de Noob, quien había tomado la identidad de Sub-Zero tras la muerte de este. Si Noob hubiese seguido siendo humano, mostraría un poco de orgullo por lo poderoso que se había vuelto su hermano menor, pero su alma oscureció desde que fue asesinado por Scorpion y reclutado por la Hermandad de las Sombras.
Liang no obtendría compasión alguna por los que alguna vez fueron su hermano y su mejor amigo

#### Movimientos Especiales
- Invisibilidad: Este se envuelve en humo, siendo casi imperceptible a la vista.
- 'Lanzamiento de shuriken
- Estilo de lucha: Kung Fu del Mono

#### Fatality
- Disparo de Shuriken: Noob desfunda su brazo con varias shuriken en la mano, disparandolas a gran velocidad contra el rival hasta provocarle la muerte.

### Mortal Kombat: Armageddon

#### Final
Noob había derrotado a Blaze, pero ya no se encontraba en la Pirámide de Argus, sino en un campo oscuro. Cuando frente a él aparece Bi Han, el guerrero que alguna vez fue, el Sub Zero Original.
Noob y su otro yo combaten sin cesar y en un ataque, colapsan. Luego de esa onda, emergió un guerrero, que no era ni Noob ni Sub Zero. ¿Cual será la nueva forma de Bi Han?

### Mortal Kombat (2011)
Así como en la línea temporal original, Bi Han aparece primero siendo Sub-Zero, siendo invitado por Shang Tsung al torneo Mortal Kombat. En su primer combate, es derrotado por Sonya Blade y ante la insistencia de Scorpion, accede a pelear contra éste, teletransportándose hacia el Netherrealm donde es derrotado. Raiden insistió a Scorpion para que no asesine a Bi Han, pero este intento fue en vano porque Quan Chi le exhibió una proyección que mostraba que el mismísimo Bi Han Había asesinado a su mujer Kana y a su hijo Jubei. Al ver esa proyección, estalla la ira de Scorpion y antes de ser ejecutado, Bi Han alcanza a decir: "Ese no soy yo!". Scorpion regresa al torneo con el cráneo de Bi Han calcinado.
Luego hace su aparición Bi Han ya con la apariencia de Noob Saibot, un guerrero bajo las órdenes de Quan Chi. Su misión exclusivamente fue la de custodiar al hechicero.
Cuando Quan Chi intento abrir un portal de almas en un cementerio de la Tierra, alguien llegó para interrumpirlo: se trataba de Cyber Sub Zero.
El ciborg se sorprende al ver que Noob Saibot es nada más y nada menos que su hermano, Bi Han. Noob no se impresiona de ver a su hermano convertido en cyborg. Este intento convencer a Noob que deje a Quan Chi, pero Bi Han respondió que Quan Chi lo "perfeccionó", y cuando Sub-zero lo llama "hermano" él le responde "compartir sangre no nos hace hermanos.
" y ambos combaten entre sí. La lucha entre hermanos es inevitable. El vencedor es Kuan Liang, quien responde que Noob Saibot tenía razón: a pesar de que tienen la misma sangre, no son hermanos.
Al lugar llega Nightwolf, quien le pide al cyborg que se retire. Noob intenta detenerlo pero es derrotado y lanzado al portal, lo cual causa el cierre de este.

#### X Ray
Su sombra toma al rival por detrás y Noob le da un golpe, la sombra prosigue por golpearlo por detrás rompiendo algunas costillas, y Noob finaliza con una patada en el estómago que provoca que la víctima vomite.

#### Fatalities
- Pide un deseo: Noob crea un clon de sombra y ambos tironean de las piernas del oponente hasta partirlo en dos.

- Portal inconcluso: Noob abre un portal bajo el oponente, el cual es tironeado hacia el por uno de los clones de sombra. Cuando la mitad del torso del oponente atraviesa el portal, Noob lo cierra partiendo al oponente, quien se arrastra hacia el unos pocos metros para luego morir desangrado.

- Babality: Noob se transforma en un bebe, al levantar los brazos crea un portal sobre el que lo succiona, para eso crea otro portal bajo el para contrarrestar, pero este es más fuerte y lo atrae, entonces el bebe Noob aparece por el portal de arriba y desaparece por el portal de abajo repetidas veces, llorando mientas lo hace.

- Datos: Q2344425
- Multimedia: Noob Saibot / Q2344425